# Emilia Bramanti
Emilia Bramanti (* 29. Februar 1968 in Pietrasanta) ist eine italienische Biochemikerin. Sie arbeitet am Instrumental Analytical Chemistry Lab des Istituto di Chimica dei Composti Organometallici der Universität Pisa.
Bramanti absolvierte 1991 ihren Master in Biowissenschaften an der Universität Pisa und ihren Ph.D. in Chemie im Jahr 1996. Ihre Schwerpunkte liegen in den Bereichen der Klinischen Chemie, der Proteinchemie, der Umweltchemie, hinzukommen Chromatographie, Techniken der Flüssigkeitsinjektion und der Spektroskopie. In diesen Bereichen weist sie mehr als 120 Publikationen auf.
1996 erhielt sie den Premio Borsellino, 2005 den CNR Young Researcher Award. Sie war 2003 und 2006 bis 2008 Gastwissenschaftlerin am Department of Chemistry of the University of Washington/Center for Process Analytical Chemistry (CPAC)-Seattle. Mit Seattle und der Universität Pisa besteht eine Kooperation. Bramanti ist Inhaberin von sieben Patenten.